# С вахты
«С вахты» (азерб. Vaxtada) — картина советского живописца Таира Салахова, написанная в 1957 году. Хранится в Санкт-Петербурге, в Научно-исследовательском музее Российской Академии художеств.
Картина является дипломной работой Салахова. На картине изображены возвращающиеся с вахты на Нефтяных Камнях рабочие-нефтяники.
В 1956 году Салахов, будучи ещё студентом, приехал на Нефтяные Камни. За три месяца жизни на Нефтяных Камнях полученные Салаховым наблюдения и впечатления легли в основу его дипломной работы в Московском государственном художественном институте имени В. И. Сурикова (мастерская П. Д. Покаржевского) — картины «С вахты», написанной в 1957 году. В этом же году картиной «С вахты» Салахов участвует на Всесоюзной художественной выставке, посвящённой 40-летию Великой Октябрьской социалистической революции.
«С вахты» получила большое признание, об авторе заговорили как о несомненном таланте. Навстречу порывистому ветру, срывающему с пенящихся волн тучи брызг, по шатким мосткам возвращаются домой рабочие-нефтяники. В их фигурах — и усталость, и упорство, и сила. Искусствовед и критик Екатерина Дёготь отмечает, что в работе «С вахты» люди относительно расслабленно (с вахты ведь, не на вахту) идут, «овеваемые ветерком довольно-таки импрессионистической живописи, лишенной напряжения». Идут они, правда, против этого ветра — надо понимать, «против течения». Работа выполнена на первой волне десталинизации, или реленинизации. Салахов был из тех, на чью юность пришёлся XX съезд КПСС, и это навсегда наложило на него отпечаток.